# Michał Krzak
Michał Krzak (ur. 10 września 1979 w Katowicach) – polski karateka stylu Karate Kyokushin. Zawodnik Kadry Narodowej Kyokushin, posiadający 3 Dan.

## Osiągnięcia
- Mistrzostwa Katowic, Katowice 1996 - I miejsce - Kata Mistrzostwa Katowic
- Mistrzostwa Polski Junior w, 1998 - III miejsce - Kumite (kat. powyżej 80 kg)
- Ogólnopolski Turniej Karate Kyokushin, Chełm 2000 - III miejsce - Kumite (kat. do 80 kg)
- Mistrzostwa Śląska, Katowice 2001 - III miejsce - Kumite (kat. do 80 kg)
- Akademickie Mistrzostwa Polski, 2001 - I miejsce - Kumite (kat. do 80 kg)
- Puchar Polski, Gliwice 2001 - I miejsce - Kumite (kat. do 80 kg)
- Akademickie Mistrzostwa Polski, 2002 - I miejsce - Kumite (kat. do 80 kg)
- Mistrzostwa Śląska, 2002 - I miejsce - Kumite (kat. do 80 kg)
- Mistrzostwa Polski, 2002 - II miejsce - Kumite (kat. do 80 kg)
- Mistrzostwa Polski Open, 2002 - V miejsce - Kumite
- Mistrzostwa Śląska, 2003 - I miejsce - Kumite (kat. do 80 kg)
- Mistrzostwa Polski, 2003 - III miejsce - Kumite (kat. do 80 kg)
- Mistrzostwa Polski Open, Legnica 2003 - I miejsce - Kumite
- Mistrzostwa Europy Open, Baja 2003 - V miejsce
- Mistrzostwa Polski Seniorów, Włocławek 2004 - I miejsce - Kumite (kat. do 80 kg)
- Mistrzostwa Europy Open, 2004 - III miejsce - Kumite
- Międzynarodowy Turniej na Wyspach Kanaryjskich, 2005 - III miejsce - Kumite Open
- Mistrzostwa Polski Seniorów, Wrocław 2005 - II miejsce - Kumite (kat. do 80 kg)
- Mistrzostwa Europy w kategoriach wagowych, Varna 2005 V-VIII miejsce - Kumite (kat. do 80 kg)
- Puchar Polski Karate Kyokushin, Głogów 2005 -I miejsce - Kumite (kat. do 80 kg)
- Mistrzostwa Śląska, 2006 - I miejsce - Kumite (kat. do 80 kg)
- Mistrzostwa Polski Seniorów, Katowice 2006 - II miejsce - Kumite(kat. do 80 kg)
- Mistrzostwa Europy Open, Mesyna 2006 - III miejsce - Kumite
- Mistrzostwa Polski Open, Kielce 2006 - II miejsce - Kumite
- Mistrzostwa Śląska, 2007 - I miejsce - Kumite (kat. do 80 kg)
- Mistrzostwa Polski Seniorów, Rzeszów 2007 - I miejsce - Kumite (kat. do 80 kg)
- Mistrzostwa Europy Open, Riesa 2007 - V miejsce - Kumite
- Mistrzostwa Świata Open, Tokyo 2007 - Udział - Kumite
- Mistrzostwa Polski Open, Legnica 2007 - I miejsce - Kumite
- Mistrzostwa Makroregionu Śląskiego, Katowice 2008 - I miejsce - Kumite (kat. Open)
- Mistrzostwa Polski, Zaiercie 2008 - I miejsce - Kumite (kat. -90 kg)
- Mistrzostwa Europy, Hiszpania 2008 - III miejsce - Kumite (kat. -80 kg)
- Puchar Polski Seniorów - Zielona Góra 2008 - I miejsce Kumite (kat. -90 kg)
- Mistrzostwa Europy Open - Varna 2008 - V miejsce Kumite (kat. Open)
- Kokoro Cup - Warszawa 2008 - III miejsce Kumite (kat. Open)
- Mistrzostwa Śląska Katowice 2009 - I miejsce Kumite (kat. Open)
- Mistrzostwa Polski Seniorów - I miejsce Kumite (kat. -90 kg)
- Mistrzostwa Europy - Kijów 2009 III miejsce Kumite (kat. -80 kg)
- Otwarte Mistrzostwa Ameryk - Nowy Jork 2009 VI miejsce Kumite (kat. OPEN)